# Mašú Beiká
Mašú Beiká (Matthew Baker) (japonsky ベイカー茉秋 [Beiká Mašú]), (* 25. září 1994 v Čijodě, Tokio, Japonsko) je japonský zápasník–judista, olympijský vítěz z roku 2016.

## Sportovní kariéra
Pochází z multikulturní rodiny – otec Američan, matka Japonka. Po rozvodu rodičů vyrůstal s matkou na předměstí Tokia. Judu se věnuje od 6 let. V japonské reprezentaci se poprvé objevil v roce 2013 jako student Tokai University. V roce 2016 vyhrál japonskou nominaci na olympijské hry v Riu, kde startoval jako nasazená jednička. Od úvodního kola potvrzoval roli favorita, na úvod poslal kombinací o-uči-gari a seoi-otoši na ippon Němce Marca Odenthala, v dalším kole porazil Srba Aleksandra Kukolje poté, co kontroval jeho nástup do uči-maty a ve čtvrtfinále dostal do držení Francouze Alexandre Iddira. V semifinále nastoupil proti překvapení turnaje, Číňanu Čcheng Sün-čaovi. V první minutě zápasu rozhodčí nepostřehli jeho provinění doteku soupeřovy nohy - Čcheng protestoval málo. V poslední minutě vyrovnaného zápasu se Beiká dopustil hrubé chyby v úchopu, za kterou dostal šido, vzápětí však svoji chybu napravil, když výpadem o-uči-gari dostal Číňana na zem a do osae-komi. Ve finále olympijského turnaje se utkal s Gruzíncem Varlamem Lipartelijanim, v polovině zápasu se ujal vedení po o-uči-gari na juko a zbylý čas si hlídal Gruzíncův silný úchop i za cenu napomínání. Získal zlatou olympijskou medaili.
Mašú Beiká je levoruký judista, představitel klasické japonské školy juda, s osobní technikou o-uči-gari.

### Vítězství
- 2013 - 1x světový pohár (Kano Cup)
- 2015 - 4x světový pohár (Řím, Baku, Ťumeň, Kano Cup)
- 2016 - turnaj mistrů (Guadalajara)

## Výsledky
| Turnaj            | 2014         | 2015         | 2016         |
| Turnaj            | 20           | 21           | 22           |
| Turnaj            | střední váha | střední váha | střední váha |
| ----------------- | ------------ | ------------ | ------------ |
| Olympijské hry    |              |              | 1.           |
| Mistrovství světa | úč.          | 3.           |              |